# 哈讷劳-哈德马申
哈讷劳-哈德马申（德語：Hanerau-Hademarschen）是德国石勒苏益格－荷尔斯泰因州的一个市镇。总面积14.63平方公里，总人口3000人，其中男性1467人，女性1533人（2011年12月31日），人口密度205人/平方公里。